# Tipula dinarzadae
Tipula dinarzadae är en tvåvingeart som beskrevs av Theowald 1978. Tipula dinarzadae ingår i släktet Tipula och familjen storharkrankar. Inga underarter finns listade i Catalogue of Life.